# Ancien cimetière de Rosny-sous-Bois
L'ancien cimetière de Rosny-sous-Bois, est un cimetière se trouvant boulevard Gabriel-Péri à Rosny-sous-Bois, situé au lieu dit « les Buttes », entre la rue Conrad-Adenauer et la ligne de Paris-Est à Mulhouse-Ville. C'est l'un des deux cimetières de la ville avec le cimetière communal de Rosny-sous-Bois.

## Historique

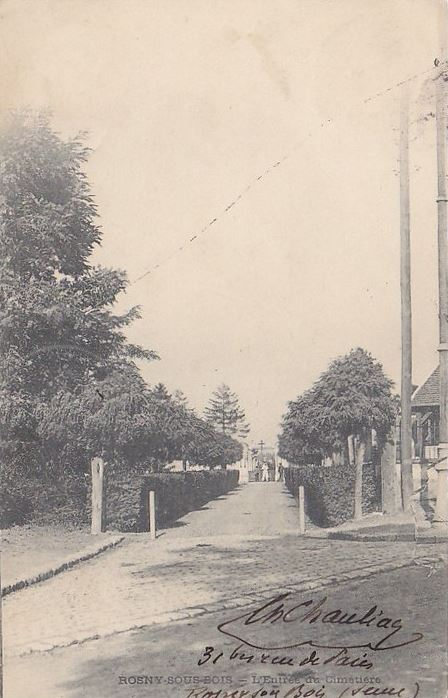
Rosny-sous-Bois, ancien cimetière.

À la suite du décret Impérial sur les sépultures de 1804, qui ordonne que les cimetières soient déplacés hors des villes, le cimetière d'origine mérovingienne qui se trouvait au nord-est de l'église Sainte-Geneviève est desaffecté en 1822.
Entretemps, la délibération du Conseil Municipal, au 15 avril 1810, évoque le projet d'un nouveau cimetière.
Ce nouveau lieu de sépulture est alors créé sur un terrain, auparavant offert en 1818 ou 1820, par le baron Denis Germain de Nanteuil, maire de la commune.
Le cimetière a été plusieurs fois agrandi au moyen d'acquisitions successives de terrains limitrophes. Mesurant initialement 13 ares, il est passé en 1863 à 73 ares. En 1884, une nouvelle expropriation de 49 ares a permis de construire une maison destinée au gardien du cimetière.

## Personnalités

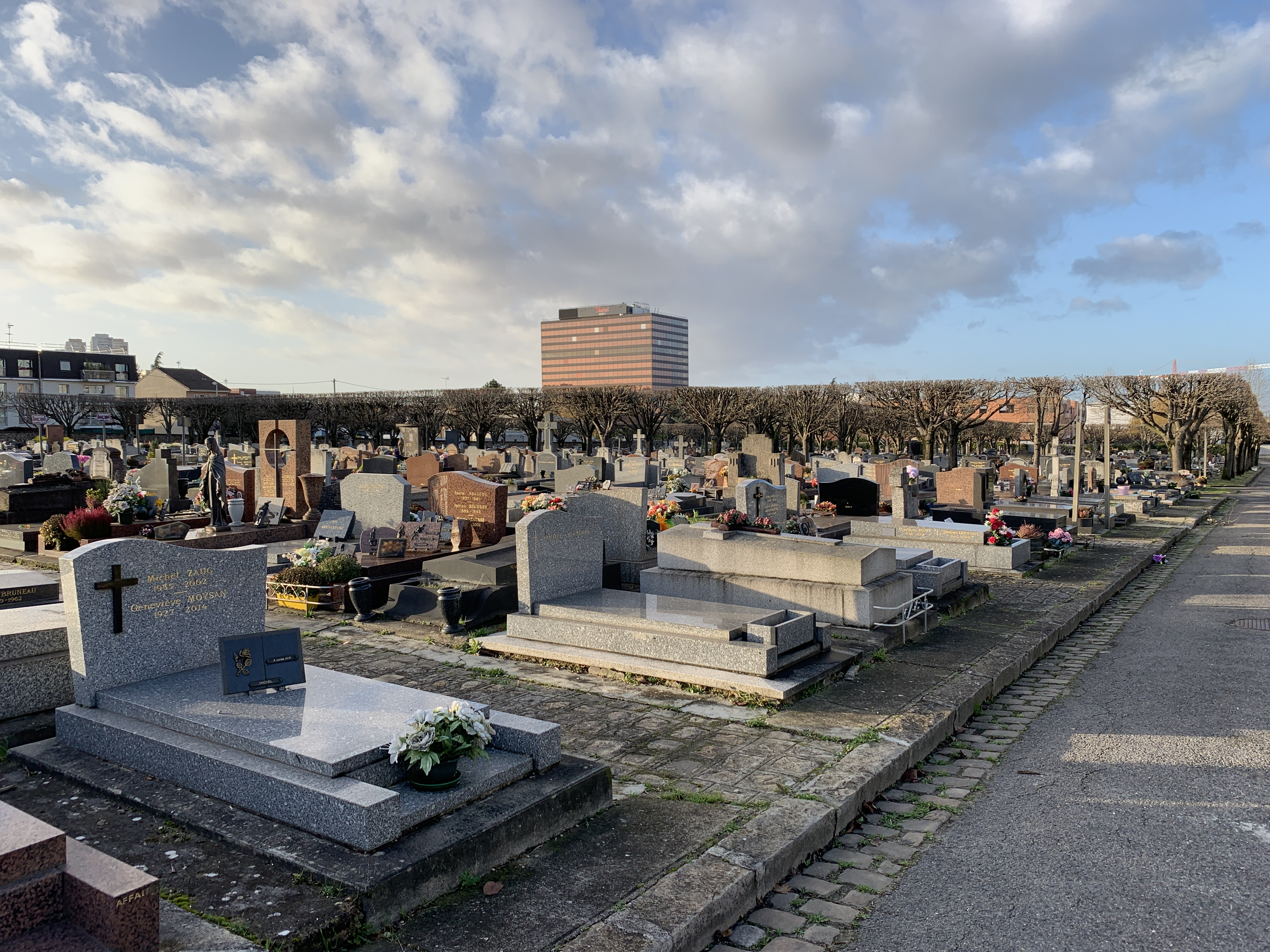
Le cimetière en décembre 2019.

### Personnalités enterrées dans le cimetière
- Émile Girardeau (1882-1970), ingénieur français
- Marie Atmadjian (1914-1999), poétesse franco-arménienne

### Autres
- Il y avait en 1900, une sépulture française et une sépulture allemande, probablement datant de la guerre de 1870.
- Une plaque commémorative a été installée à la mémoire de cinq jeunes gens assassinés en 1944 par des Waffen-SS, dans le square Richard-Gardebled[4].